# دیوید فرانکل
دیوید فرانکل (انگلیسی: David Frankel؛ زادهٔ ۲ آوریل ۱۹۵۹) فیلمساز، فیلم‌نامه‌نویس و تهیه‌کننده آمریکایی است. او به خاطر کارگردانی شیطان پرادا می‌پوشد شناخته شده‌است.

## زندگی‌نامه
فرانکل در نیویورک به دنیا آمده‌است. او پسرِ توبیا سایمون و مکس فرانکل، سردبیر اجرایی سابق نیویورک تایمز و مقاله‌نویس است.

## فیلم‌شناسی
- ۱۹۹۵: میامی راپسودی
- ۱۹۹۶: دفتر خاطرات عزیزم
- ۲۰۰۲: درست مثل شما تصور کرد
- ۲۰۰۶: شیطان پرادا می‌پوشد
- ۲۰۰۸: مارلی و من
- ۲۰۱۱: سالِ بزرگ
- ۲۰۱۲: امید می‌روید
- ۲۰۱۳: یک شانس
- ۲۰۱۶: زیبایی موازی